# BRP San Juan
Le BRP San Juan (SARV-001) est un patrouilleur de la Garde côtière philippine (PCG), le navire de tête de la classe San Juan. Comme tous les navires de sa classe, il a été construit en Australie par Tenix Shipbuilding.

## Conception
La classe San Juan a été conçue spécialement comme un navire d'urgence maritime, avec des capacités de récupération en mer et d'évacuation sanitaire de survivants, incluant des installations médicales d'urgence, des opérations par hélicoptère, y compris le ravitaillement en mer, la lutte contre la pollution maritime, la lutte contre les incendies sur des navires et des installations de décompression pour les accidents de plongée. Chaque lance à incendie est capable de projeter un jet d'eau de mer d’une portée de 100 mètres avec un débit de 300 mètres cubes par heure.
Les navires sont également équipés de quatre radeaux gonflables SOLAS de 25 places ; de six radeaux réversibles ouverts pour 65 personnes ; d’un bateau d'intervention rapide de 6,5 mètres atteignant une vitesse supérieure à 25 nœuds et d'une autonomie de 85 milles marins, lancé à partir de la rampe arrière du navire ; de quatre bateaux pneumatiques à coque rigide de 4,5 mètres mis à l’eau par une grue ; et d’une chambre de décompression. Un espace séparé pour les survivants a été inclus dans l'aménagement du navire, qui inclut la chambre de décompression, l'accueil médical, la salle d'opération et les sièges dans un agencement ouvert.
L'hélisurface à l’arrière peut accueillir un hélicoptère pour un groupe d’intervention aéromobile ou l'évacuation d'urgence, avec un poids maximum emporté de 4672 kg. Sur l'avant peuvent être montés des canons de plus gros calibre.

## Historique
Le 12 mai 2015, alors qu’il effectuait une patrouille de sécurité maritime dans la partie est de l’île de Boracay, dans la province d'Aklan, le BRP San Juan a sauvé deux plongeurs. L’équipage a aperçu deux personnes flottant sur l’eau à deux milles marins au sud-est de Bulaboc Point, sur l'île de Boracay. Le BRP San Juan a immédiatement mis à l’eau un canot pneumatique, avec une équipe de sauvetage à bord, qui a mis les plongeurs en sécurité. Ils ont ensuite été transférés à bord du BRP San Juan pour une assistance médicale immédiate par l’équipe médicale du PCG. Les victimes ont été identifiées comme étant un moniteur de plongée de l’école de plongée Calypso et un résident de Tokyo, au Japon. Ils ont appris à la Garde côtière que lorsqu’ils sont ressortis de leur plongée, leur barque à moteur était introuvable. Les deux hommes ont dérivé pendant environ deux heures avant d’être secourus par la PCG. Les victimes ont ensuite été ramenées à leur école de plongée.

## Commandants
- Captain Eduardo D. Fabricante : à compter du 14 avril 2015[13]
- Rear admiral William Masinloc Melad[14]